# Aillon-le-Vieux
Aillon-le-Vieux település Franciaországban, Savoie megyében. Lakosainak száma 218 fő (2022. január 1.). Aillon-le-Vieux Aillon-le-Jeune, Le Châtelard, La Compôte, Lescheraines és Le Noyer községekkel határos.

## Népesség
A település népességének változása:
| Lakosok száma | 174  | 177  | 182  | 179  | 181  | 182  | 194  | 206  | 218  |
|               | 2013 | 2015 | 2016 | 2017 | 2018 | 2019 | 2020 | 2021 | 2022 |